# آی‌ان‌اس شنکول (اس۴۷)
آی‌ان‌اس شنکول (اس۴۷) (به انگلیسی: INS Shankul (S47)) یک زیردریایی است که طول آن ۶۴٫۴ متر (۲۱۱ فوت) می‌باشد. این زیردریایی در سال ۱۹۹۲ ساخته شد.